# Махарадзе, Тенгиз Александрович
Тенги́з Алекса́ндрович Махара́дзе (21 декабря 1937, Тбилиси, ГССР — 15 октября 2008, Москва, Россия) — советский и российский театральный режиссёр, педагог, Заслуженный деятель искусств РСФСР (1986), член Союза театральных деятелей (1996), почётный академик Академии искусства Грузии (1997), профессор кафедры режиссуры и актёрского мастерства ЧГИИК.

## Биография
Тенгиз Александрович Махарадзе родился 21 декабря 1937 года в Тбилиси в семье служащих (по другим данным, отец был актёром, мать — работница бухгалтерии в Тбилисском театре оперетты). В 1966 окончил Белорусский государственный театрально-художественный институт по специальности «режиссура драмы». В 1967—1974 и 1977—1997 годах руководил челябинским театром юных зрителей, где поставил четыре десятка спектаклей, ориентированных как на взрослую: «Гроза» Островского, «Обыкновенная история» Гончарова, «Глоток свободы» Окуджавы, «Ущелье крылатых коней» и «Легенда о чудях» К. Скворцова, так и на детскую аудиторию: «Малыш и Карлсон, который живёт на крыше» (А. Линдгрен), «Трень-брень» (Р. Погодин), «Конек-горбунок» (П. Ершов), «Золушка» (Ш. Перро), «Приключения Алисы в стране чудес» (Л. Кэрролл), «Сто фантазий» (Ю. Мориц), «Дюймовочка» и другие (всего за время творческой деятельности поставил более 100, по другим данным более 120 спектаклей).
В 1972 году на Втором Всероссийском фестивале национальной драматургии и театрального искусства народов СССР за спектакль «Если бы небо было зеркалом» по пьесе Н. Думбадзе удостоен диплома второй степени Министерства культуры РСФСР.
В 1990-х активно экспериментирует: в 1990 году впервые в Челябинске был поставлен Гарсиа Лорка (спектакль «Кровавая свадьба»), в 1992 году — рождественская история «Путешествие Эфиопа из Иерусалима в Газу» по сценарию Л. Улицкой.
С 1992 работает на кафедре режиссуры и актёрского мастерства в Челябинском институте культуры, доцент, ведет теоретический курс и практические занятия по режиссуре и актёрскому мастерству, 9 его учеников-актёров получили почетные звания заслуженных артистов России, стали дипломантами всесоюзных и всероссийских фестивалей и конкурсов.
В течение многих лет являлся членом режиссёрской лаборатории М. О. Кнебель.
В 1997 году покинул ТЮЗ.
Возглавил народный театр «Вымысел» в Верхнем Уфалее. В 2006 году уехал в Москву.
Умер в октябре 2008 года.

## Награды и память
Заслуженный деятель искусств РСФСР (1986).
В мае 2011 года на берегу речки Уфалейка, в центре города Верхний Уфалей по инициативе актёров верхнеуфалейского муниципального театра «Вымысел» появился театральный сиреневый сад имени заслуженного деятеля искусств России Тенгиза Махарадзе.
5 октября 2010 года в Челябинске, на доме, в котором с 1985 по 2006 годы жил Тенгиз Александрович (ул. Коммуны, 69), в память о нём была установлена мемориальная доска (авторы — архитектор Александр Кудрявцев и художник Сергей Черкашин).

## Семья
С женой — народной артисткой РФ Татьяной Каратаевой познакомился в Кировском театре юного зрителя, где Тенгиз Александрович ставил дипломный спектакль «Белоснежка и семь гномов» (прожили до развода 18 лет). Два сына.